# Pleurothallis teretifolia
Pleurothallis teretifolia är en orkidéart som beskrevs av Robert Allen Rolfe. Pleurothallis teretifolia ingår i släktet Pleurothallis och familjen orkidéer. Inga underarter finns listade i Catalogue of Life.